# Skagen Posthus
Skagen Posthus eller Skagen Distributionscenter er et postdistributionscenter på Chr. d. X's Vej i Skagen. Tidligere var det også et posthus. Alt postomdeling i 9990 Skagen og 9982 Ålbæk foregår med udgangspunkt fra Skagen Posthus.
Den 6. november 2007 lukkede postekspeditionen i posthuset, og personalet blev virksomhedsoverdraget til en nyindrettet postbutik i SuperBrugsen, på Sct. Laurentiivej. Det skyldtes flere års fald i posthusets omsætning.